# Eyasi (Bezirk)
Eyasi ist ein Verwaltungsbezirk (Ward) des Distrikts Ngorongoro in der tansanischen Region Arusha.

## Geografie
Eyasi liegt im Norden von Tansania zwischen 130 und 200 Kilometer westlich von Arusha. Es ist ein langgestreckter Bezirk am Nordufer des Eyasisees, der vom See in rund 1000 Meter Seehöhe in einer Steilstufe auf 1500 Meter und mehr ansteigt. Der höchste Punkt des Bezirks liegt mit dem Krater des Oldeani in 3206 Metern im Osten.
Eyasi grenzt im Norden an Kakesio, Alaitolei, Enduleni und Misigiyo, im Osten an Ngorongoro, im Südosten an Daa und Endamaghang des Distrikts Karatu, im Süden an den Eyasisee und im Westen an die Region Simiyu.
Der Bezirk hat eine Fläche von 403 Quadratkilometern und bei der Volkszählung 2022 lebten hier 2800 Menschen in 489 Haushalten.

## Gliederung
Eyasi besteht aus zwei Gemeinden (Mtaa) mit fünf Orten (Kitongoji):
| Olpiro - Mushorjoga - Oldogom - Olpiro Kati | Masumburai - Loongileji - Langali |

## Wirtschaft und Infrastruktur
- Gesundheit: Eine staatliche Apotheke in der Gemeinde Olpiro versorgt die Bevölkerung medizinisch.[8]
- Tourismus: Rund um den Eyasisee leben Hadza teilweise noch als Sammler und Jäger. Im flachen Salzsee brüten große Kolonien von Flamingos und Pelikanen und viele andere Vogelarten.[9]